# Helga Váradi
Dans le nom hongrois Váradi Helga, le nom de famille précède le prénom, mais cet article utilise l’ordre habituel en français Helga Váradi, où le prénom précède le nom.
Helga Váradi, née en 1986 à Budapest, est une fortepianiste, claveciniste et organiste classique hongroise.

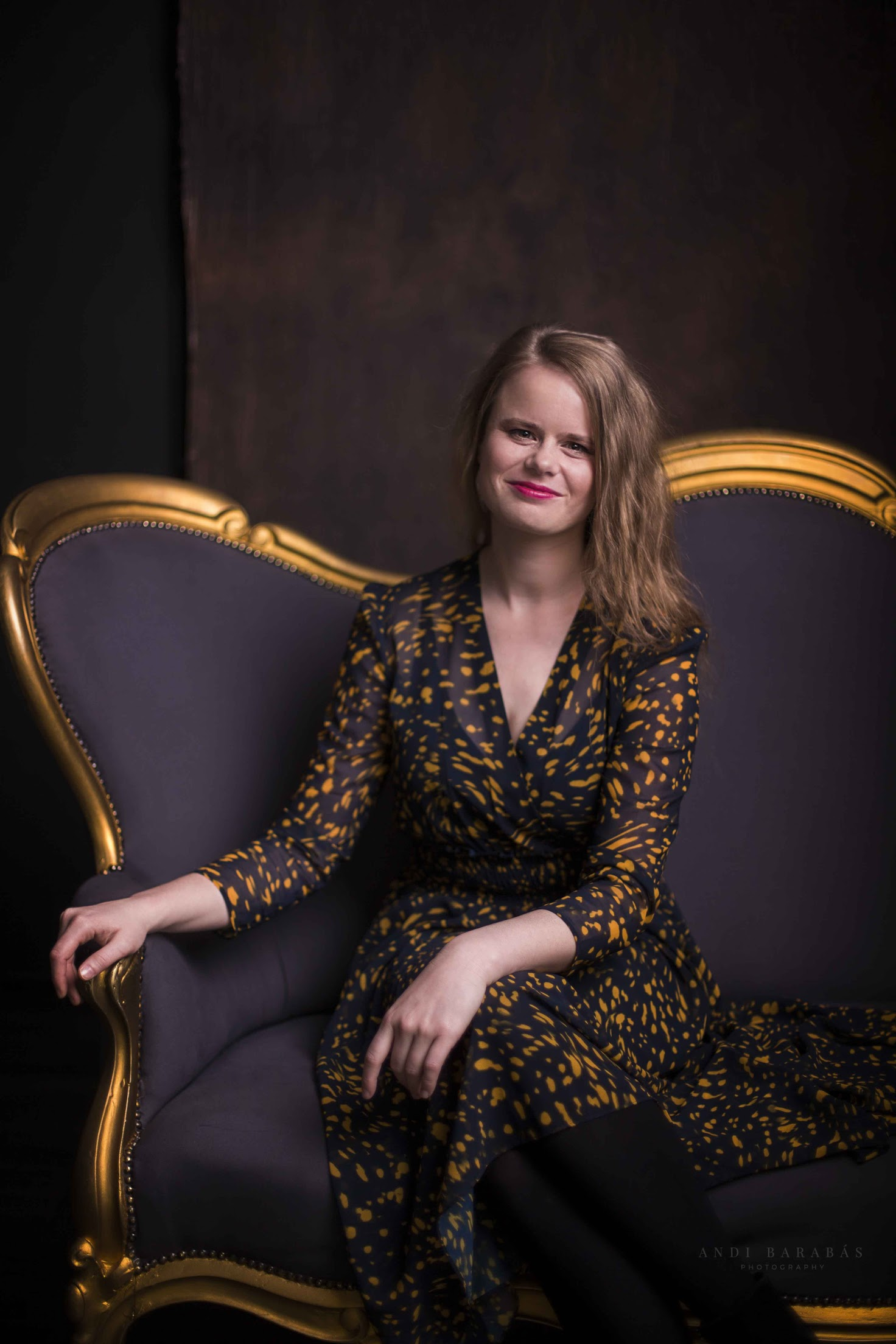
Helga Váradi

## Biographie
Helga Váradi naît en 1986 à Budapest d'une famille de mélomanes et dès l'âge de six ans, elle étudie le piano dans sa ville natale puis à Szentendre avec les professeurs Gabriella Karsai et Ágnes Z. Lakos. À l'âge de treize ans, elle s'oriente vers le clavecin à Szentendre avec Angelika Csizmadia, Gordon C. Murray et Jörg-Andreas Bötticher, ainsi que vers l'orgue avec Wolfgang Zerer, Lorenzo Ghielmi et Tamás Zászkaliczky. Une fois terminées ses études de base à Vienne et à Lyon, elle intègre en 2009 l'Université de musique ancienne, la Schola Cantorum de Bâle, où elle finalise le master en interprétation musicale et éducation instrumentale.
En 2014, elle reçoit le prix international Gianni Bergamo de Lugano.
En janvier 2015, elle devient organiste titulaire au temple protestant de Zollikon. Par ailleurs, elle travaille au département de recherches de la Haute École d'art de Zurich où, dans le cadre de « L’histoire musicale de la ville de Zurich au XXe siècle », elle élabore une documentation sur la vie de la violoniste Stefi Geyer, amie de Béla Bartók.
Ses enregistrements de disques font l'objet d'une réception favorable par la critique musicale,. Pour la Sonate pour clavier à quatre mains en ré majeur K. 381/123a de Mozart, elle joue sur une copie du clavecin de Pascal Taskin reconstituée par Martin Vyhnálek à Prague, accordée à 415 Hz, en contraste avec les pièces du compositeur jouées sur la copie du piano-forte de Michael Rosenberger faite par Robert Brown à Oberndorf bei Salzburg, accordée, elle, à 430 Hz.

## Discographie

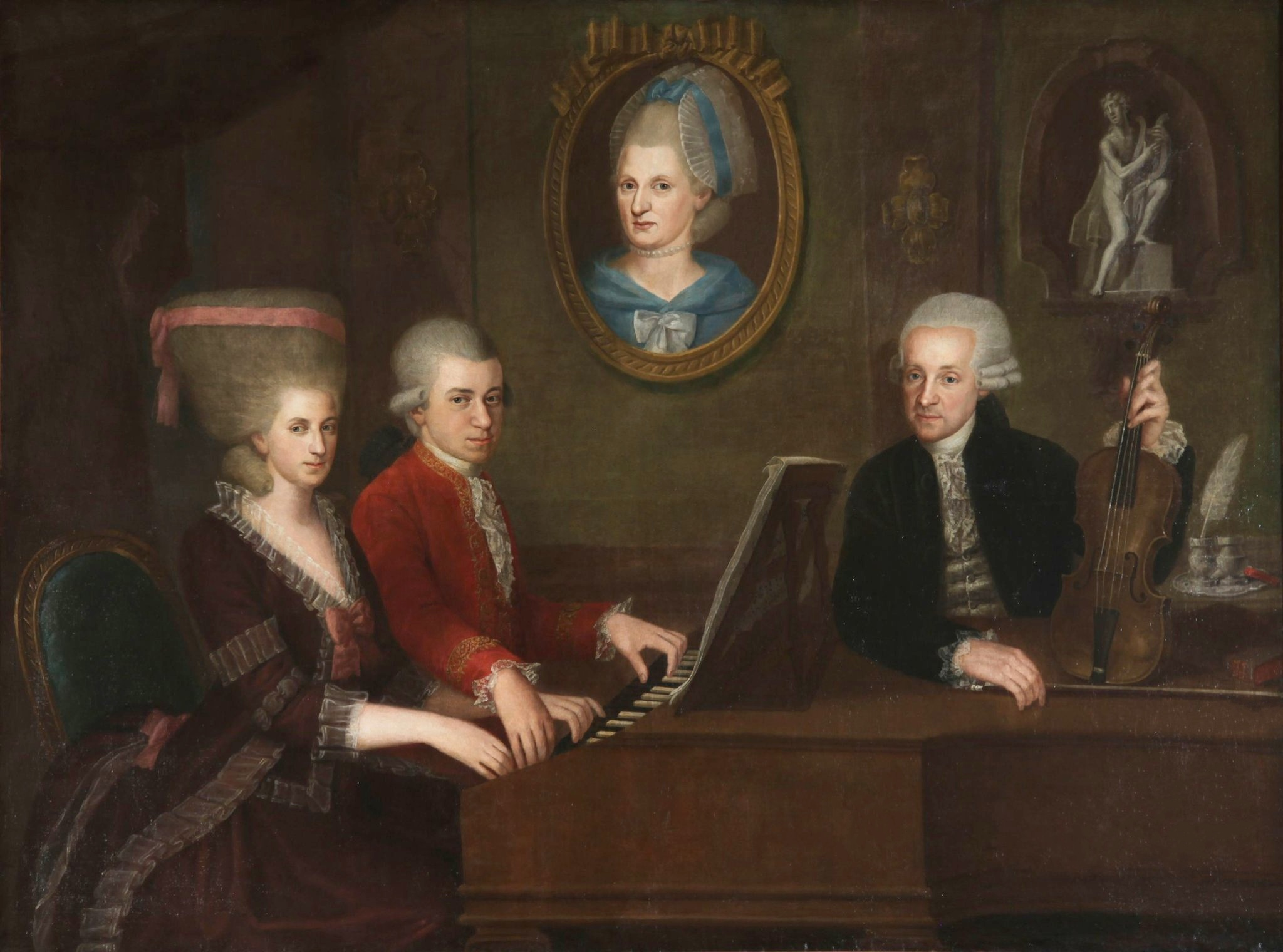
Nannerl et Wolfgang Amadeus Mozart jouant du clavecin, accompagnés par leur père Leopold. Tableau de Johann Nepomuk della Croce, vers 1780.

- 2017 : Bartók & Baroque : Mikrokosmos et Couperin, Scarlatti, Bach - sur le clavecin Ruckers (1632/1745), conservé au Musée d'Art et d'Histoire de Neuchâtel (12-14 septembre 2016, Claves Records) (OCLC 1059447437)
- 2019 : Nannerl Mozart - avec Plamena Nikitassova, violon ; Jörg-Andreas Bötticher, clavecin ; Ildikó Sajgó, violon (Claves Records) (OCLC 1124682017)